# Pila speciosa
Pila speciosa es una especie de molusco gasterópodo de la familia Ampullaridae en el orden de los Mesogastropoda.

## Distribución geográfica
Se encuentra en Etiopía, Kenia y Somalia.